# 巴魯火山國家公園
巴魯火山國家公園（西班牙語：Parque nacional Volcán Barú），是巴拿馬的國家公園，位於該國西部奇里基省，處於塔拉曼卡山脈，成立於1976年6月24日，面積143平方公里，最高點是海拔高度3,474米的奇里基火山。